# Old Apostolic Church
Die Old Apostolic Church (deutsch Alt-Apostolische Kirche; afrikaans Ou Apostoliese Kerk) ist eine christliche Religionsgemeinschaft.

## Entstehung
Gründer der Old Apostolic Church Kirche war der in Pommern (Deutschland) geborene Carl Georg Klibbe, ursprünglich ein lutherischer Pfarrer. Er wanderte nach Schottland und später nach Australien aus, wo er in der Apostolic Church of Queensland, die damals mit den deutschen Gemeinden der Allgemeinen christlich-apostolischen Missions-Vereine um Menkhoff, Krebs, Obst und Ruff in Verbindung stand, versiegelt wurde. Von dort aus wurde Klibbe durch Apostel Heinrich F. Niemeyer 1889 zunächst als Evangelist und später als Apostel für Südafrika ausgesondert. Er sprach nur Deutsch und begann seine Arbeit unter den deutschen Einwanderern um Kapstadt und Worcester (Provinz Westkap), zunächst ohne Resultate. Um die deutsche Niederlassung Berlin, etwa sechzig Kilometer von East London entfernt, bearbeiten zu können, zog er nach East London, wo 1892 die erste Gemeinde gegründet werden konnte.

## Konflikte mit Stammapostel Niehaus
Als zuerst Niemeyer und auch später Klibbe Probleme mit Hermann Niehaus bekamen, dem damaligen Stammapostel der Neuapostolischen Kirche, wurde 1913 durch Niehaus ein „Gegen“-Apostel für Klibbe ernannt. Dies war Wilhelm Schlaphoff. (Eine andere Sichtweise ist die, dass es ein Missverständnis gab, weil Klibbe nach einer Apostelversammlung in Deutschland einen Schiffsunfall hatte und als ertrunken galt. Er hatte jedoch ein anderes Schiff genommen, lebte und Schlaphoff weigerte sich, sein Apostelamt wieder aufzugeben.)
Nach dem Ausschluss Klibbes arbeitete dieser zunächst unter dem Namen „Neuapostolische Kirche“ weiter. 1926 gewann Schlaphoff allerdings einen Rechtsstreit, der Klibbe verpflichtete, von diesem Kirchennamen Abstand zu nehmen. Daraufhin nannte er die von ihm gegründete Kirche 1927 in Alt-Apostolische Kirche Afrikas um, die bei seinem Tod 1931 mehr als eine Million Mitglieder zählte. Als Schlaphoff 1928 starb, zählte die Neuapostolische Gemeinde gerade 39 Gemeinden. Über die genaue Entstehungsgeschichte herrscht weitgehend Unklarheit, da Apostel Klibbe auch als Gründer eines Teils der Apostolic Church of South Africa – Apostle Unity (siehe dort) proklamiert wird.

## Lehre
Die Lehre der Old Apostolic Church besteht aus den vier Grundsäulen, Apostellehre, Brotbrechen, Gebet und Gemeinschaft. Ihr Glaubensbekenntnis ist auf Basis der Bibel ausgearbeitet.
Die Old Apostolic Church verkündet die „bereits vollzogene Wiederkunft Jesu Christi“. Christus ist wiedergekommen, durch den Leib Jesu Christi, diesen bilden alle Geschwister, die durch Taufe und Versiegelung von Neuem geboren sind. Christus ist wiedergekommen, seine Art und sein Tun und Handeln sollten in den Menschen offenbar werden. In jedem Menschen solle gemäß Galater 2,20–21 das Wesen Christi zur Geburt kommen. Die Menschen brauchen so kein neuerliches Kommen Christi zu erwarten, Christus möchte durch die Menschen wirken und schaffen.
Die Old Apostolic Church hält die „natürlichen Namen und Bezeichnungen der Kirchen“ für nicht entscheidend, sondern die Glaubensaussage.

## Heutige Situation
Die heutige Mitgliederzahl wird auf ungefähr 2,5 Millionen geschätzt, wovon sich der überwiegende Teil in Südafrika befindet. Weitere Bereiche der Kirche mit Gemeinden sind die Länder: Mosambik, Simbabwe, Botswana, Sambia, Malawi, Namibia, Angola, Australien, Neuseeland sowie in den Niederlanden, Großbritannien, Irland, den Vereinigten Staaten von Amerika, Kanada und Deutschland. In den Niederlanden wird die Kirche von dem Ältesten Ronald Looij verwaltet. Allein in Botswana sind in den 29 Jahren seit der offiziellen Registrierung der Kirche 1974 32 neue Kirchengebäude errichtet worden.
In Deutschland wurde die Altapostolische Kirche im August 2006 durch ausgetretene Apostel des Apostelamtes Jesu Christi gegründet. Im Juli 2007 schlossen sie sich der Old Apostolic Church an.
Die Old Apostolic Church Kirche versteht sich als eine bibeltreue Kirche. Man gebraucht die alte King-James-Bibel und die Lutherbibel von 1912, weil deren Text sich am dichtesten an den hebräischen Urtext anlehne.
Die Kirche ist unabhängig und hat nichts mit der südafrikanischen Apostolic Church of South Africa – Apostle Unity, die Mitglied in der Vereinigung Apostolischer Gemeinden ist, zu tun.
Ferner gibt es eine Abspaltung dieser Gemeinschaft unter dem Namen Reformed Old Apostolic Church (Reformierte Alt-Apostolische Kirche) unter der Leitung der Apostel S.J. Solomon, M.N. Mdlalo und R.R. Solomon.
Es scheint eine weitere Abspaltung mit dem Namen Reformed Apostolic Church zu geben, die von Apostel Freddie Isaacs und weiteren 7 Aposteln geleitet wird, allerdings findet man nur einige Artikel in südafrikanischen Zeitungen.